# Tomer Or
Tomer Or (en hébreu : תומר אור), né le 29 septembre 1978 à Haïfa, est un escrimeur israélien. Champion du monde junior en 1998, il confirme en sénior avec deux victoires en coupe du monde. Sa meilleure place en grand championnat est une cinquième place aux championnats d'Europe 2014 à Strasbourg.
Qualifié pour les Jeux de 2008 à Pékin, il y prend la dix-septième place.

## Classement en fin de saison
Depuis 2002
| Année | 2002 | 2003 | 2004 | 2005 | 2006 | 2007 | 2008 | 2009 | 2010 | 2011 | 2012 | 2013 | 2014 | 2015 | 2016 |
| ----- | ---- | ---- | ---- | ---- | ---- | ---- | ---- | ---- | ---- | ---- | ---- | ---- | ---- | ---- | ---- |
| Rang  | 18   | 13   | 25   | 14   | 11   | 12   | 18   | 37   | 45   | 107  | 193  | 124  | 51   | 68   | 108  |

## Note
1. ↑  selon des données compilées depuis 2002